# Simon Yates
Simon Philip Yates (* 7. srpna 1992) je britský silniční a dráhový cyklista jezdící za UCI WorldTeam Visma- Lease a Bike (mužský tým). Yates se stal mistrem světa v bodovacím závodu na Mistrovství světa v dráhové cyklistice 2013. V silniční cyklistice dosáhl svých největších úspěchů na Vueltě a España 2018 a Giru d'Italia 2025, které vyhrál. Také vyhrál soutěž mladých jezdců na Tour de France 2017 a měl skvěle nakročeno i k celkovému vítězství na Giro d'Italia 2018, jenže v 19. etapě odpadl a ztratil půl hodiny na vítěze etapy a pozdějšího celkového vítěze Chrise Frooma. Yatesovým dvojčetem je Adam Yates, jenž je též profesionálním cyklistou.

## Kariéra

### Začátek kariéry

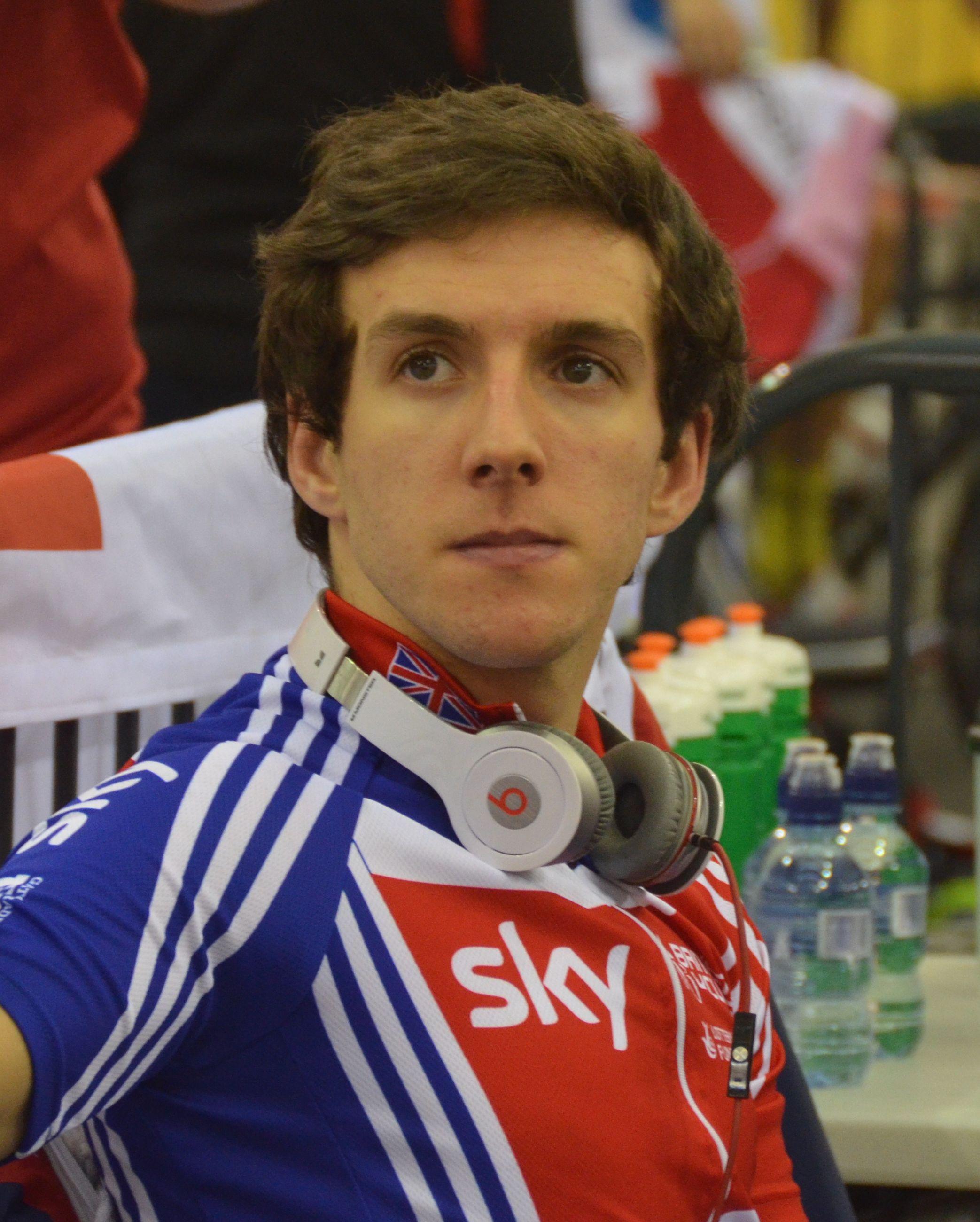
Yates v roce 2012

Oba bratři se dostali k cyklistice díky svému otci Johnovi, jenž se zranil při nehodě na kole. Během svého uzdravovacího procesu je brával na velodrom v Manchesteru na tréninky jeho cyklistického klubu, Bury Clarion, díky čemuž se oba bratři seznámili s ostatními členy týmu. Společně brzy začali za tuto sestavu jezdit silniční závody. Na dráze mezitím reprezentovali barvy týmu Eastlands Velo.
Ve věku 18 let byl Yates vybrán Britským cyklistickým výborem do Britské olympijské akademie. Také byl vybrán do anglického národního týmu pro Hry Commonwealthu 2010 v Dillí, kde bydlel na pokoji společně s Chrisem Froomem.
Na Mistrovství světa v dráhové cyklistice 2013 vyhrál Yates bodovací závod.

### Orica–GreenEDGE (2014–)

#### Sezóna 2015
Yates byl vybrán do sestavy týmu Orica–GreenEDGE na Tour de France 2015, společně se svým bratrem Adamem. Simon se umístil osmý ve třetí etapě a jedenáctý ve dvacáté, královské etapě s cílem na Alpe d'Huez.

#### Sezóna 2016
V březnu se Yates umístil na celkovém sedmém místě na Paříž–Nice 2016, ale v dubnu se ukázalo, že byl Yates pozitivně otestován na zakázanou látku terbutalin v průběhu závodu. Yates byl ze závodu zpětně diskvalifikován a na 4 měsíce mu bylo zakázáno závodit. Jeho tým vzal za celou záležitost plnou zodpovědnost a odůvodnil ji jako "administrativní chybu". Kvůli tomu se Yates nemohl zúčastnit Tour de France, kde se jeho bratr Adam umístil na čtvrtém místě v celkovém pořadí a vyhrál soutěž mladých jezdců.
Po vypršení svého trestu se Yates zúčastnil Vuelty a España. Yates vyhrál po sólovém útoku ze skupiny uprchlíků šestou etapu a připsal si svůj první etapový triumf na akcích Grand Tours.

#### Sezóna 2017

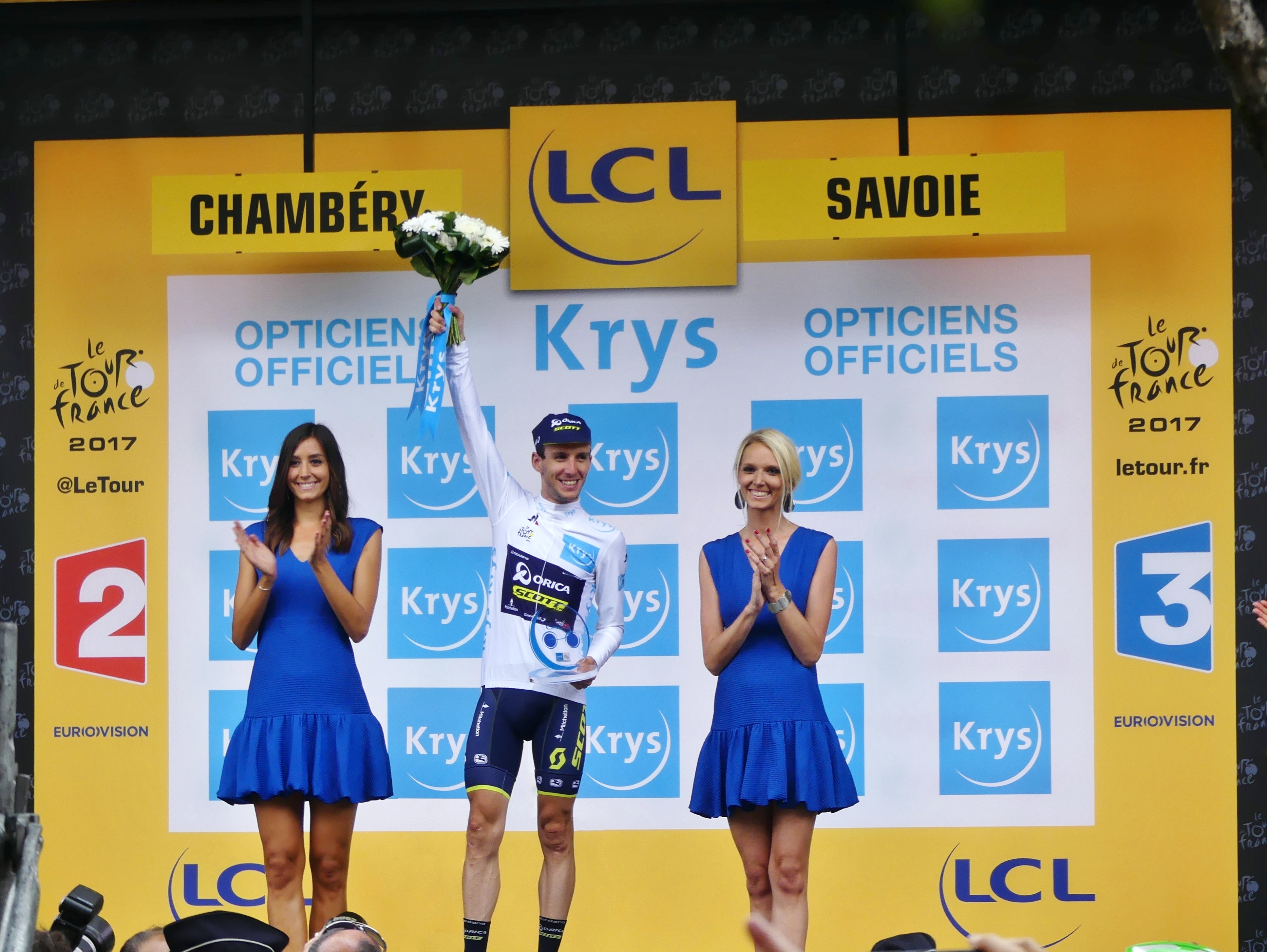
Yates v dresu lídra soutěže mladých jezdců na Tour de France 2017.

V roce 2017 získal Yates etapová vítězství na Paříž–Nice a Tour de Romandie. Na Tour de France dojel na sedmém místě v celkovém pořadí a vyhrál soutěž mladých jezdců, čímž napodobil výkon svého bratra z předchozího ročníku.

#### Sezóna 2018
Na začátku sezóny Yates potvrdil svou účast na Giru d'Italia a Vueltě a España. V březnu vyhrál Yates sedmou etapu závodu Paříž–Nice a posunul se díky tomu do čela celkového pořadí, avšak následující den zaútočil Marc Soler (Movistar Team), jenž na něj ztrácel pouhých 37 sekund, a díky náskoku 35 sekund v cíli a časovému bonusu za třetí místo v etapě se Soler dostal před Yatese a stal se tak celkovým vítězem závodu. Později téhož měsíce vyhrál Yates závěrečnou etapu závodu Volta a Catalunya poté, co několikrát zaútočil na cílovém 6,6 km dlouhém okruhu kolem parku Montjuïc. V celkovém pořadí se umístil na čtvrtém místě.

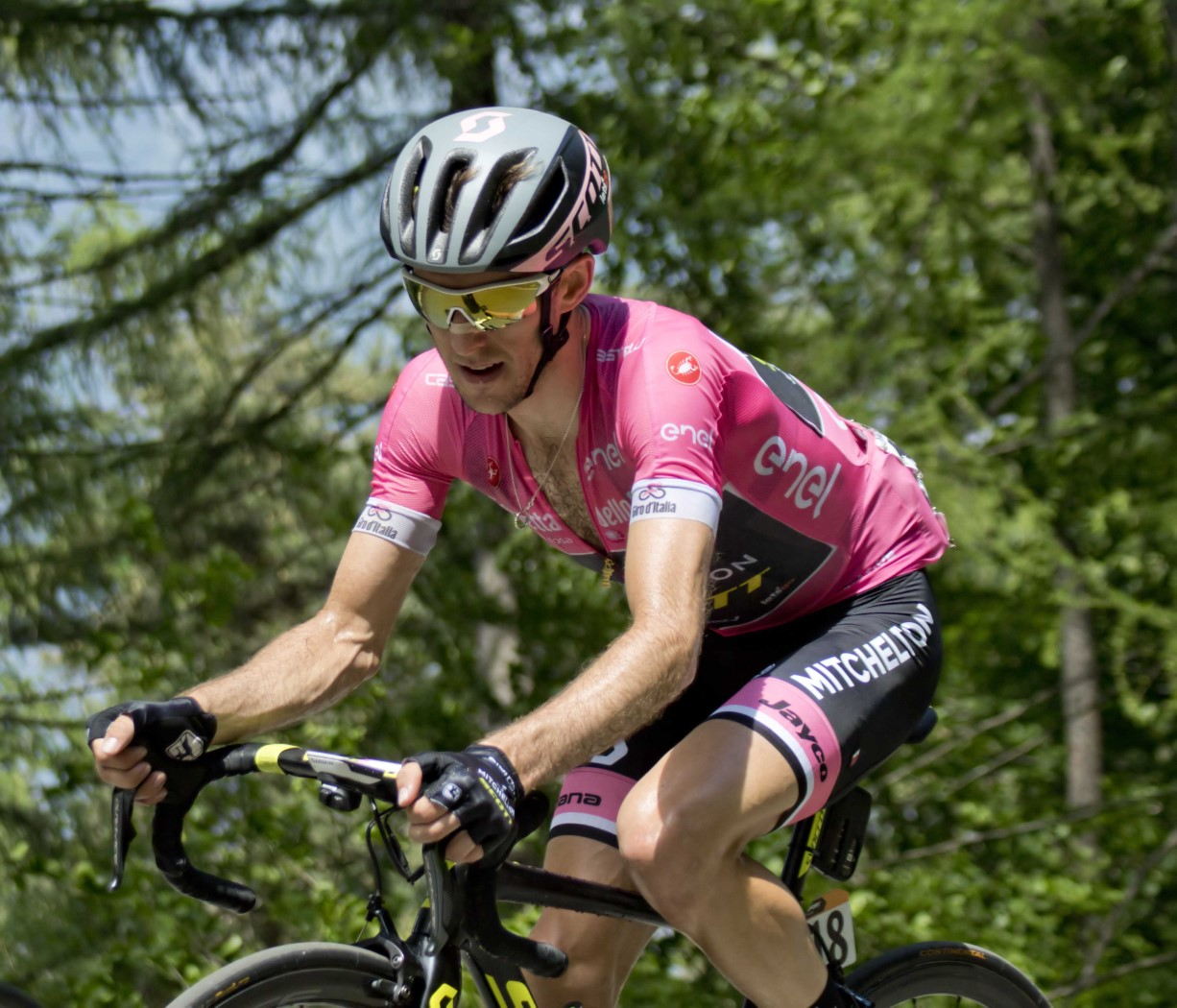
Yates v růžovém dresu na Giru d'Italia 2018.

Yates vstoupil do Gira d'Italia jako lídr týmu Mitchelton–Scott společně s Estebanem Chavesem. Jejich podpůrný tým zahrnoval jezdce jako Roman Kreuziger, Mikel Nieve či Jack Haig. Po sedmém místu v úvodní časovce se posunul do čela závodu po šesté etapě, v níž nechal vyhrát týmového kolegu Estebana Chavese. Své vedení zvětšil díky vítězstvím v deváté, jedenácté a patnácté etapě, po níž měl náskok na průběžně druhého obhájce triumfu Toma Dumoulina 2 minuty a 11 sekund a na sedmého Chrise Frooma 4 minuty a 52 sekund. Po menších ztrátách v sedmnácté etapě, individuální časovce, Yates odpadl v závěrečném stoupání na Prato Nevoso v osmnácté etapě a ztratil 28 sekund na své rivaly. Následná devatenáctá etapa byla klasifikována jako královská etapa s třemi významnými stoupáními v 2. polovině trasy: Colle delle Finestre s štěrkovými a dlážděnými sektory, Sestriere a stoupání do Bardonecchie, kde byl cíl. Yates odpadl na začátku stoupání Finestre, zatímco Froome zaútočil 80 km před cílem. Froomův náskok stoupal a vyrostl až na 3 minuty před stíhací skupinou. Yates ztratil 38 minut a propadl se na průběžné sedmnácté místo. Nakonec dokončil na dvacátém prvním místě, hodinu a 15 minut za celkovým vítězem Froomem.

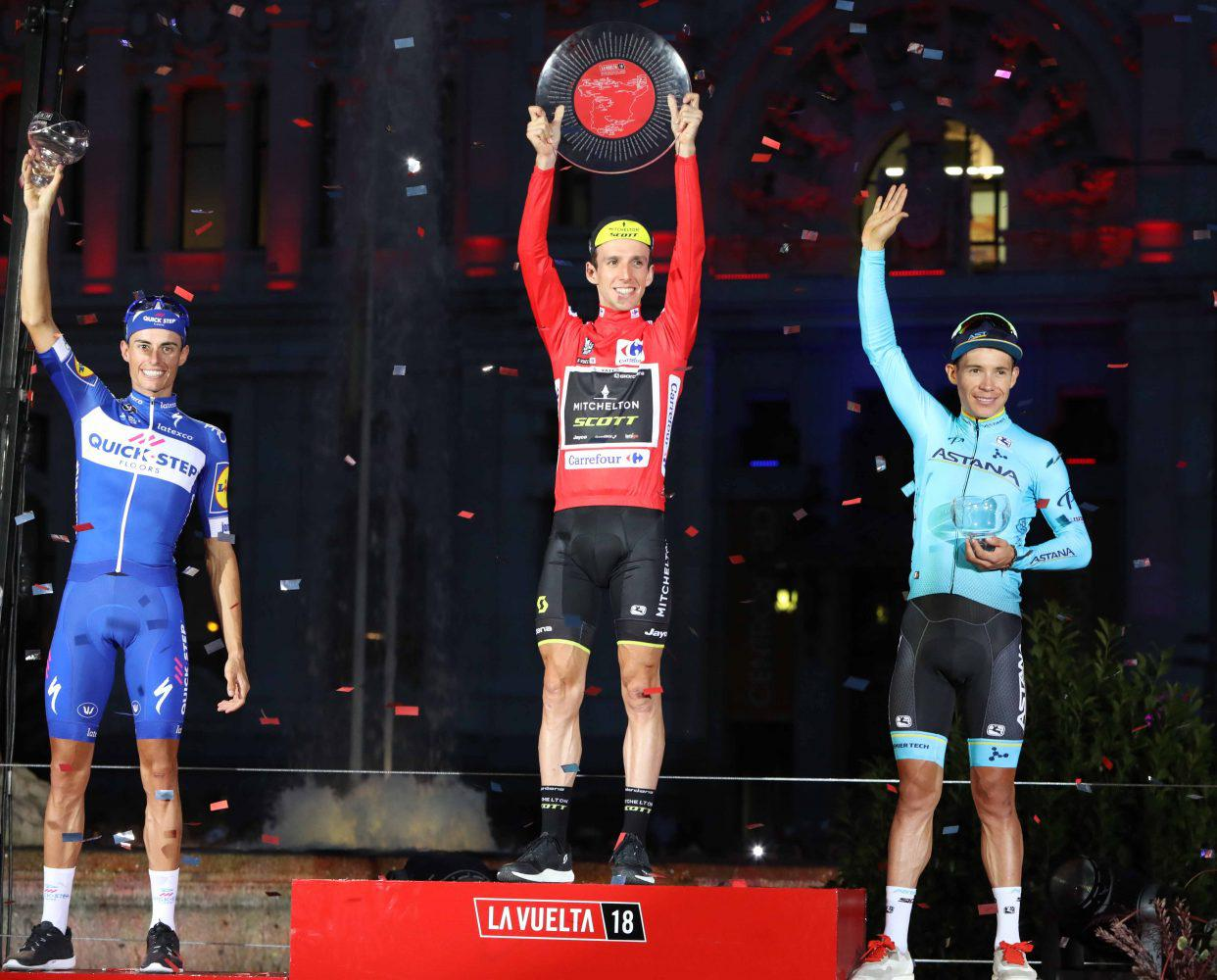
Yates (uprostřed) na pódiu Vuelty a España 2018.

Yatesovým dalším závodem v UCI World Tour byl závod Tour de Pologne, kde se umístil na druhém místě v celkovém pořadí za Michałem Kwiatkowskim. Také získal vítězství v poslední etapě. Na Vueltu a España přijel Yates jako lídr týmu Mitchelton–Scott. Součástí týmu byl i jeho bratr Adam, jenž měl plnit funkci domestika. Yates se posunul na průběžné třetí místo po čtrvté etapě, první horské zkoušce. V deváté etapě, poslední přede dnem odpočinku, přebral Yates červený dres pro lídra závodu po Rudym Molardovi O své vedení však přišel ve dvanácté etapě, v níž se spolu se svým týmem rozhodl nestahovat náskok úniku, čímž umožnili Jesúsu Herradovi se posunout do čela závodu. Yates však následující den ukrojil skoro 2 minuty z Herradova náskoku a následně zvítězil ve čtrnácté etapě, díky čemuž se posunul zpět do čela Vuelty. Svůj náskok zvýšil i v šestnácté a devatenácté etapě. V poslední horské etapě zaútočil na posledním stoupání dne a připojil se k Miguelu Ángelu Lópezovi, Nairu Quintanovi a Enricu Masovi, kteří se pohybovali na čele závodu. Etapu nakonec dojel na třetím místě za Masem a Lópezem, kteří se posunuli na druhé a třetí místo v celkovém pořadí poté, co Alejandro Valverde a Steven Kruiswijk ztratili několik minut. V poslední etapě již bezproblémově dojel do cíle a zajistil si tak své vítězství.

#### Sezóna 2019
V roce 2019 vyhrál Yates poprvé ve své kariéře individuální časovku, a to na březnovém závodu Paříž–Nice. Následně se vrátil na Giro d'Italia s cílem vyhrát. Veřejně prohlásil, že se považuje za “favorita číslo jedna” pro Giro. Hned v úvodní etapě, individuální časovce, se umístil na druhém místě za vítězným Primožem Rogličem. Všechny šance na vítězství však ztratil v deváté etapě, v níž ztratil přes 3 minuty a spadl na celkové 24. místo. Následně ztratil i ve třinácté. etapě s cílem u jezera Serrù. I přesto, že dojel druhý v 19. etapě, se do cíle závodu dostal až na osmém místě v celkovém pořadí, což popsal jako “srdcervoucí”.

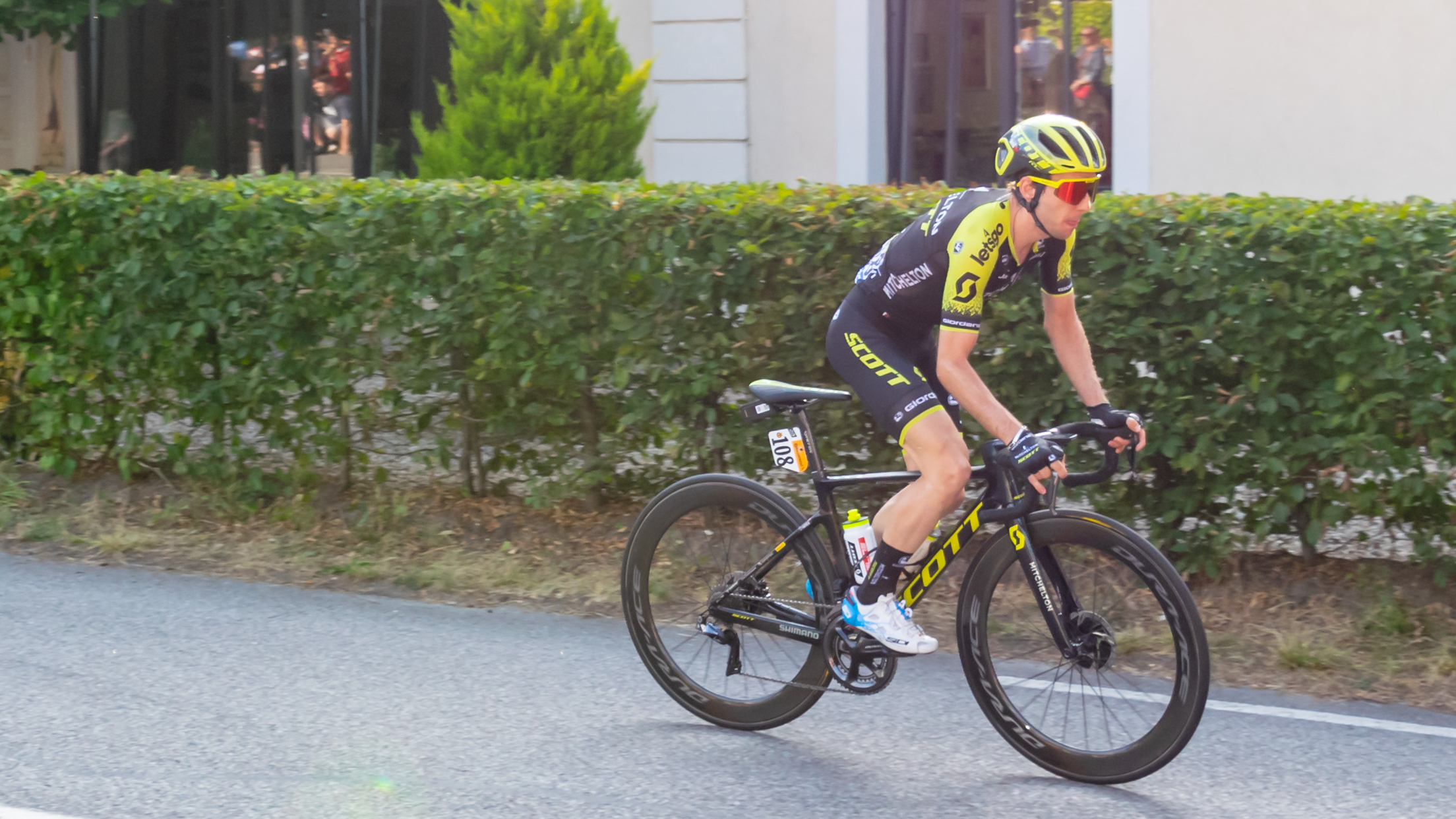
Yates na Tour de France 2019, kde vyhrál 2 etapy.

Yates se zúčastnil Tour de France 2019 jako domestik svého bratra Adama. Ve dvanácté etapě závodu se dostal do úniku a v cílovém sprintu proti Gregoru Mühlbergerovi a Pellu Bilbaovi etapu vyhrál. V závodu pak ještě vyhrál patnáctou etapu, rovněž z úniku, tentokrát však po sólovém nástupu 8,6 km před cílem na závěrečném stoupání dne Prat d'Albis.

#### Sezóna 2020
V září 2020 vyhrál Yates etapový závod Tirreno–Adriatico 2020 odložený kvůli pandemii covidu-19 před krajanem Geraintem Thomasem a stal se tak prvním britským vítězem tohoto závodu. Následující měsíc se Yates zúčastnil odloženého Gira d'Italia, kde byl považován za jednoho z favoritů závodu. Yates však musel odstoupit po 8. etapě závodu poté, co byl pozitivně otestován na covid-19.

#### Sezóna 2021

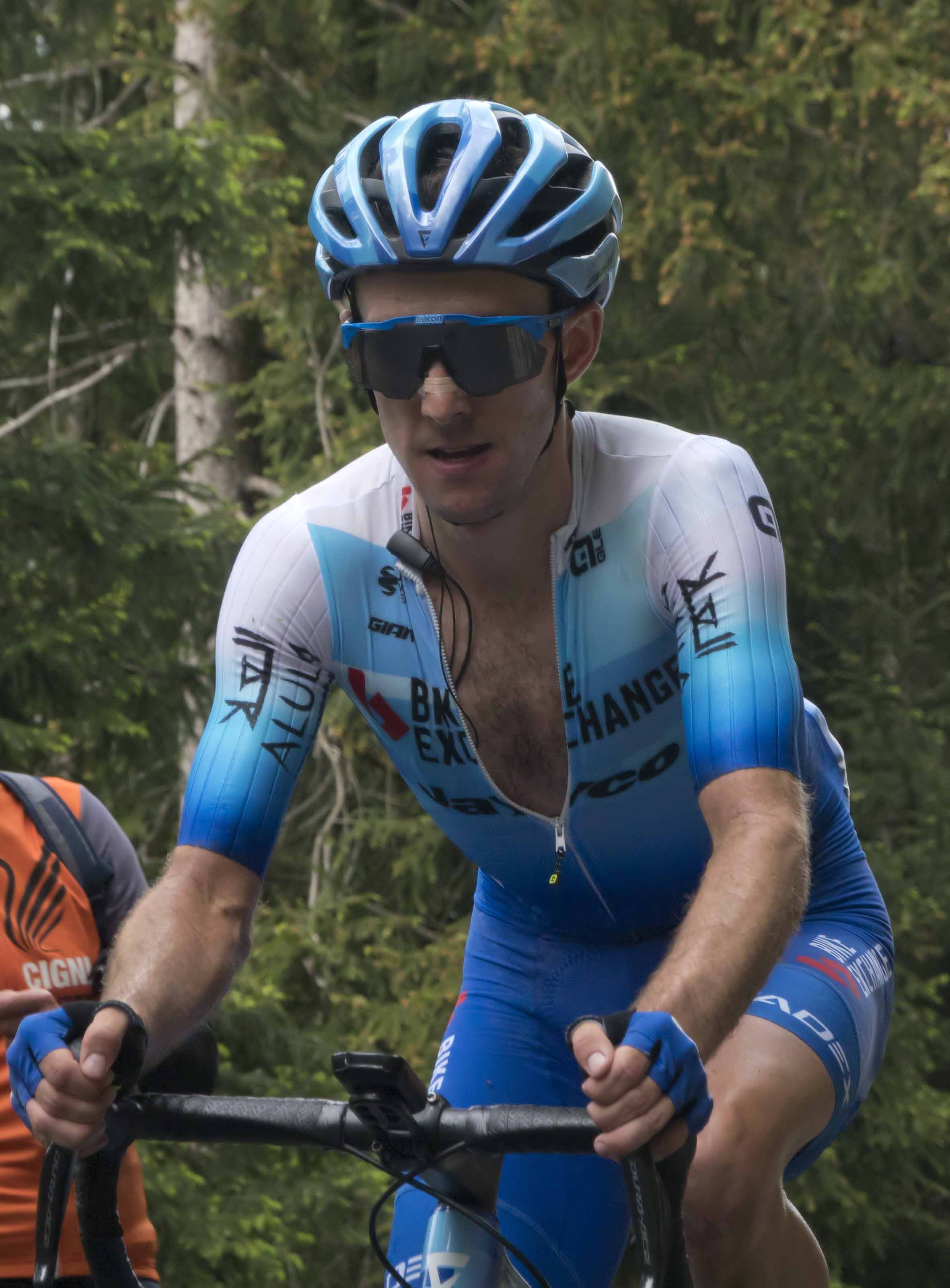
Yates na Giru d'Italia 2022

Po neúspěšné obhajobě titulu na Tirrenu–Adriaticu, kde skončil na 10. místě, vyhrál etapový závod Tour or the Alps o 58 sekund před Pellem Bilbaem a Aleksandrem Vlasovem.
Na start Gira d'Italia vstoupil Yates jako jeden z hlavních kandidátů na celkový triumf. Yates se od začátku závodu držel s ostatními favority a udržoval své šance na celkové vítězství. Ve čtrnácté etapě zaútočil na závěrečném stoupání dne, Monte Zoncolan, a jediný, kdo se ho byl schopen držet, byl lídr závodu Egan Bernal. Ten mu sice ujel, ale Yates do cíle dojel před všemi ostatními favority a posunul se na průběžně druhou příčku. V šestnácté etapě, která byla kvůli špatným povětrnostním podmínkám zkrácena, však ztratil čas a propadl se na páté místo. V devatenácté etapě zaútočil na závěrečném stoupání dne, Alpe di Mera, 6 km před cílem. Nikdo se Yatese nepokusil dojet, a tak získal etapový triumf. Díky tomu se posunul na průběžnou třetí příčku za Bernala a Damiana Carusa. Tu si udržel až do cíle v Milánu a připsal si tak své druhé pódiové umístění na Grand Tours.

#### Sezóna 2023
Yates svou sezónu 2023 zahájil na australském etapovém závodu Tour Down Under, na nějž přijel jako pomocník lídra Teamu Jayco–AlUla Michaela Matthewse. Ten však měl ve druhé etapě před posledním stoupání dne defekt a donutil tak Yatese k tomu, aby reagoval na nástup Jaye Vina. Yates pak s Vinem a dalšími třemi závodníky ujel pelotonu a v cílovém sprintu o vítězství dojel čtvrtý. V celkovém pořadí se díky tomu posunul na dvanáctou příčku se ztrátou 21 sekund na nového lídra závodu a vítěze etapy Rohana Dennise. Hned v následující etapě musel Yates znovu pokrývat nástup Vina, tentokrát na stoupání Corkscrew. Pouze on a Pello Bilbao se ho udrželi a ocitli se na čele závodu jako vedoucí skupina. Společně dojeli do cíle, v němž ze sprintu vyhrál Bilbao. Yates dojel druhý a posunul se na třetí místo v celkovém pořadí, 16 sekund za Vinem a 1 sekundu za Bilbaem. V závěrečné páté etapě, jež byla označena za královskou zkoušku závodu, Yates zaútočil na posledním výjezdu na Mount Lofty. Jeho nástup pokryl Vine a Ben O'Connor. V cílovém sprintu nebyl O'Connor schopen konkurovat, takže o vítězství bojoval pouze Yates a Vine. Vítězem etapy se nakonec stal Yates, ale ani to mu nestačilo k poražení Vina, jenž se stal celkovým vítězem závodu. Co se však Yatesovi podařilo, byl posun na druhou příčku v celkovém pořadí před Bilbaa, jenž na Yatesův nástup nereagoval a propadl se na třetí místo.

## Hlavní výsledky

### Silniční cyklistika
2011
vítěz Pro-Am Classic
Tour de l'Avenir
vítěz 6. etapy
Thüringen Rundfahrt der U23
9. místo celkově
2013
Národní šampionát
 vítěz silničního závodu do 23 let
Arden Challenge
 celkový vítěz
vítěz 4. etapy
Tour of Britain
3. místo celkově
vítěz 6. etapy
3. místo La Côte Picarde
An Post Rás
9. místo celkově
 vítěz soutěže mladých jezdců
Tour de l'Avenir
10. místo celkově
vítěz etap 5 a 6
Flèche du Sud
10. místo celkově
Thüringen Rundfahrt der U23
10. místo celkově
Czech Cycling Tour
10. místo celkově
2014
Tour of Alberta
 vítěz vrchařské soutěže
Národní šampionát
3. místo silniční závod
Kolem Slovinska
7. místo celkově
 vítěz soutěže mladých jezdců
2015
Critérium du Dauphiné
5. místo celkově
 vítěz soutěže mladých jezdců
Kolem Baskicka
5. místo celkově
Tour de Romandie
6. místo celkově
2016
vítěz Prueba Villafranca de Ordizia
2. místo Circuito de Getxo
Vuelta a Burgos
4. místo celkově
Vuelta a España
6. místo celkově
vítěz 6. etapy
Paříž–Nice
7. místo celkově
7. místo Clásica de San Sebastián
2017
vítěz GP Miguel Indurain
Tour de Romandie
2. místo celkově
vítěz 4. etapy
Tour de France
7. místo celkově
 vítěz soutěže mladých jezdců
Paříž–Nice
9. místo celkově
vítěz 6. etapy
2018
vítěz UCI World Tour
Vuelta a España
 celkový vítěz
 vítěz kombinované soutěže
vítěz 14. etapy
Giro d'Italia
vítěz etap 9, 11 a 15
lídr  po etapách 6 – 18
lídr  po etapách 9 – 18
Paříž–Nice
2. místo celkově
vítěz 7. etapy
Tour de Pologne
2. místo celkově
vítěz 7. etapy
2. místo Prueba Villafranca de Ordizia
Volta a Catalunya
4. místo celkově
vítěz 7. etapy
2019
Tour de France
vítěz etap 12 a 15
Vuelta a Andalucía
 vítěz vrchařské soutěže
vítěz 4. etapy
Paříž–Nice
vítěz 5. etapy (ITT)
Giro d'Italia
8. místo celkově
2020
Tirreno–Adriatico
 celkový vítěz
vítěz 5. etapy
Tour de Pologne
3. místo celkově
Tour Down Under
7. místo celkově
10. místo Cadel Evans Great Ocean Road Race
2021
Tour of the Alps
 celkový vítěz
vítěz 2. etapy
Giro d'Italia
3. místo celkově
vítěz 19. etapy
CRO Race
4. místo celkově
 vítěz vrchařské soutěže
Volta a Catalunya
9. místo celkově
Tirreno–Adriatico
10. místo celkově
2022
Vuelta a Castilla y León
 celkový vítěz
vítěz 2. etapy
vítěz Prueba Villafranca de Ordizia
Giro d'Italia
vítěz etap 2 (ITT) a 14
Vuelta Asturias
 vítěz bodovací soutěže
vítěz etap 1 a 3
Paříž–Nice
2. místo celkově
vítěz 8. etapy
Vuelta a Andalucía
5. místo celkově
6. místo Clásica de San Sebastián
2023
Tour Down Under
2. místo celkově
vítěz 5. etapy
3. místo Giro dell'Emilia
Tour de France
4. místo celkově
Paříž–Nice
4. místo celkově
4. místo Memorial Marco Pantani
5. místo Il Lombardia
6. místo Grand Prix Cycliste de Montréal
Kolem Baskicka
9. místo celkově
2024
AlUla Tour
 celkový vítěz
vítěz 5. etapy
Tour Down Under
7. místo celkově
2025
Giro d'Italia
 celkový vítěz
9. místo Volta a Catalunya

#### Výsledky na etapových závodech
| Výsledky na Grand Tours        |                                  |                                  |                                  |                                  |                                  |                                  |                                  |                                  |                                  |                                  |                                  |                                  |
| Grand Tour                     | 2014                             | 2015                             | 2016                             | 2017                             | 2018                             | 2019                             | 2020                             | 2021                             | 2022                             | 2023                             | 2024                             | 2025                             |
| Giro d'Italia                  | —                                | —                                | —                                | —                                | 21                               | 8                                | DNF                              | 3                                | DNF                              | —                                | —                                | 1                                |
| Tour de France                 | DNF                              | 89                               | —                                | 7                                | —                                | 49                               | —                                | DNF                              | —                                | 4                                | 12                               |                                  |
| Vuelta a España                | —                                | —                                | 6                                | 44                               | 1                                | —                                | —                                | —                                | DNF                              | —                                | —                                |                                  |
| Výsledky na etapových závodech |                                  |                                  |                                  |                                  |                                  |                                  |                                  |                                  |                                  |                                  |                                  |                                  |
| Závod                          | 2014                             | 2015                             | 2016                             | 2017                             | 2018                             | 2019                             | 2020                             | 2021                             | 2022                             | 2023                             | 2024                             | 2025                             |
| Paříž–Nice                     | 44                               | 29                               | DSQ                              | 9                                | 2                                | 25                               | —                                | —                                | 2                                | 4                                | —                                | —                                |
| Tirreno–Adriatico              | —                                | —                                | —                                | —                                | —                                | —                                | 1                                | 10                               | —                                | —                                | —                                | 14                               |
| Volta a Catalunya              | —                                | —                                | —                                | —                                | 4                                | 13                               | NS                               | 9                                | DNF                              | —                                | 57                               | 9                                |
| Kolem Baskicka                 | 11                               | 5                                | DNF                              | 22                               | —                                | —                                | NS                               | —                                | —                                | 9                                | —                                | —                                |
| Tour de Romandie               | —                                | 6                                | —                                | 2                                | —                                | —                                | NS                               | —                                | —                                | DNF                              | 11                               | —                                |
| Critérium du Dauphiné          | —                                | 5                                | —                                | 13                               | —                                | —                                | —                                | —                                | —                                | —                                | —                                | —                                |
| Tour de Suisse                 | Nezúčastnil se během své kariéry | Nezúčastnil se během své kariéry | Nezúčastnil se během své kariéry | Nezúčastnil se během své kariéry | Nezúčastnil se během své kariéry | Nezúčastnil se během své kariéry | Nezúčastnil se během své kariéry | Nezúčastnil se během své kariéry | Nezúčastnil se během své kariéry | Nezúčastnil se během své kariéry | Nezúčastnil se během své kariéry | Nezúčastnil se během své kariéry |

#### Výsledky na klasikách
| Monument                        | 2014                             | 2015                             | 2016                             | 2017                             | 2018                             | 2019                             | 2020                             | 2021                             | 2022                             | 2023                             | 2024                             |
| ------------------------------- | -------------------------------- | -------------------------------- | -------------------------------- | -------------------------------- | -------------------------------- | -------------------------------- | -------------------------------- | -------------------------------- | -------------------------------- | -------------------------------- | -------------------------------- |
| Milán – San Remo                | —                                | 37                               | 95                               | —                                | —                                | —                                | —                                | —                                | —                                | —                                | —                                |
| Kolem Flander                   | Nezúčastnil se během své kariéry | Nezúčastnil se během své kariéry | Nezúčastnil se během své kariéry | Nezúčastnil se během své kariéry | Nezúčastnil se během své kariéry | Nezúčastnil se během své kariéry | Nezúčastnil se během své kariéry | Nezúčastnil se během své kariéry | Nezúčastnil se během své kariéry | Nezúčastnil se během své kariéry | Nezúčastnil se během své kariéry |
| Paříž–Roubaix                   | Nezúčastnil se během své kariéry | Nezúčastnil se během své kariéry | Nezúčastnil se během své kariéry | Nezúčastnil se během své kariéry | Nezúčastnil se během své kariéry | Nezúčastnil se během své kariéry | Nezúčastnil se během své kariéry | Nezúčastnil se během své kariéry | Nezúčastnil se během své kariéry | Nezúčastnil se během své kariéry | Nezúčastnil se během své kariéry |
| Lutych–Bastogne–Lutych          | —                                | 39                               | —                                | 153                              | —                                | —                                | —                                | —                                | —                                | —                                | 32                               |
| Giro di Lombardia               | DNF                              | 18                               | —                                | —                                | —                                | —                                | —                                | 86                               | —                                | 5                                |                                  |
| Klasika                         | 2014                             | 2015                             | 2016                             | 2017                             | 2018                             | 2019                             | 2020                             | 2021                             | 2022                             | 2023                             | 2024                             |
| Strade Bianche                  | —                                | —                                | —                                | —                                | —                                | —                                | —                                | 63                               | —                                | —                                | —                                |
| Valonský šíp                    | 78                               | 62                               | —                                | —                                | —                                | —                                | —                                | —                                | —                                | —                                | —                                |
| Clásica de San Sebastián        | DNF                              | 14                               | 7                                | 18                               | —                                | DNF                              | NS                               | 22                               | 6                                | —                                |                                  |
| Grand Prix Cycliste de Québec   | 22                               | 82                               | —                                | —                                | —                                | —                                | NS                               | NS                               | —                                | 56                               |                                  |
| Grand Prix Cycliste de Montréal | 36                               | 16                               | —                                | —                                | —                                | —                                | NS                               | NS                               | —                                | 6                                |                                  |

| —   | Nezúčastnil se  |
| DNF | Nedokončil      |
| DSQ | Diskvalifikován |
| NS  | Nejelo se       |

### Dráhová cyklistika
2009
Národní šampionát
3. místo madison (s Adamem Yatesem)
2010
Mistrovství světa juniorů
 vítěz madisonu (s Danielem McLayem)
 2. místo týmová stíhačka
Národní juniorský šampionát
 vítěz madisonu (s Adamem Yatesem)
2. místo bodovací závod
2. místo scratch
2011
vítěz Šest dní v Gentu Beloften (s Owainem Doullem)
Národní šampionát
2. místo omnium
UCI World Cup, Peking
 3. místo týmová stíhačka
2012
Národní šampionát
 vítěz madisonu (s Markem Christianem)
 vítěz omnia
 vítěz týmové stíhačky
2013
Mistrovství světa
 vítěz bodovacího závodu